# La Loupe
Loupe é uma comuna francesa na região administrativa do Centro, no departamento Eure-et-Loir. Estende-se por uma área de 7,28 km². Em 2010 a comuna tinha 3 415 habitantes (densidade: 469,1 hab./km²).